# Christoph Seifert (Basketballspieler)
Christoph Seifert ist ein ehemaliger deutscher Basketballspieler.

## Laufbahn
Centerspieler Seifert lief von 1983 bis 1990 für den MTV 1846 Gießen in der Basketball-Bundesliga und bestritt 191 Spiele für die Mannschaft. Ende der 1980er Jahre bestritt er 19 A-Länderspiele für die bundesdeutsche Nationalmannschaft. Insgesamt erzielte er im Laufe seiner Bundesliga-Zeit 2325 Punkte.
1990 verließ Seifert den MTV und wechselte zum TSV Krofdorf/Gleiberg.